# Донахью, Джоселин
Джо́селин До́нахью (англ. Jocelin Donahue, род. 8 ноября 1981, Бристол) — американская актриса. Наиболее известна по роли Саманты в отмеченном критиками фильме «Дом дьявола», которая принесла ей награду на «Скримфесте» в Лос-Анджелесе в 2009 году.

## Ранняя жизнь и образование
Донахью родилась и выросла в Бристоле, штат Коннектикут и окончила Бристольскую центральную среднюю школу в 1999 году. После выпуска она поступила в Нью-Йоркский университет, в котором получила диплом по социологии.

## Карьера
Донахью начала свою актёрскую карьеру в короткометражных фильмах, снявшись в нескольких фильмах в 2006—2008 годах. После второстепенной роли в фильме ужасов «Закопанные» (2008), она получила главную роль в фильме «Дом дьявола» (2009). Она также сыграла ведущие роли в фильме корейского режиссёра «Последний крестный отец» (2010), в фильме «Конец любви» (2012) Марка Веббера и независимом фильме «Жизнь в Лисьей норе» (2013). В 2014 году она появилась в фильме «Рыцарь кубков» Терренса Малика. В фильме «Астрал: Глава 2» (2013) Донахью исполнила роль молодой Лорэйн Ламберт в исполнении Барбары Херши.
Кроме работы в кино, Донахью появилась во многих рекламных компаниях, в том числе Levi’s, Zune, Vitamin Water, Apple и Subway. В кампаниях для Ketel One и Old Navy она работала с режиссёрами Дэвидом О. Расселлом и Романом Копполой.
В 2016 году Донахью снялась в фильме-антологии «Чёрные праздники» (2016) — сегмент режиссёра Энтони Скотта Бёрнса. Также в 2016 году она сыграла одну из главных ролей в телесериале «Стартап».

## Избранная фильмография
| Год  |   | Русское название             | Оригинальное название       | Роль                |
| ---- | - | ---------------------------- | --------------------------- | ------------------- |
| 2009 | ф | Обещать — не значит жениться | He's Just Not That Into You | девушка             |
| 2013 | ф | Астрал: Глава 2              | Insidious: Chapter 2        | Лоррейн в молодости |
| 2015 | ф | Рыцарь кубков                | Knight of Cups              | Джоселин            |
| 2015 | ф | Форсаж 7                     | Furious 7                   | советник            |
| 2019 | ф | Доктор Сон                   | Doctor Sleep                | Люси Стоун          |